# 부여군의회
부여군의회는 충청남도 부여군 지역을 관할하는 기초의회이다.